# John Petrucci
 (janvier 2016).
Si vous disposez d'ouvrages ou d'articles de référence ou si vous connaissez des sites web de qualité traitant du thème abordé ici, merci de compléter l'article en donnant les références utiles à sa vérifiabilité et en les liant à la section « Notes et références ».
Pour les articles homonymes, voir Petrucci.
John Petrucci, né le 12 juillet 1967, est un guitariste, auteur-compositeur américain. Il est membre du groupe Dream Theater et est considéré comme l'un des meilleurs guitaristes contemporains.

## Biographie
John Petrucci est élevé dans une famille italo-américaine modeste à Long Island. En effet, son père travaillait dans l'informatique et sa mère était au foyer. Bien que ses parents ne jouent pas d'un instrument, sa sœur aînée joue du piano et de l'orgue, son frère de la basse et sa petite sœur de la clarinette. Alors que sa sœur montrait un grand intérêt pour la musique, John se rappelle avoir choisi la guitare parce que tous les garçons du voisinage en avaient une et que « cela semblait cool… »
John commence les leçons de guitare à douze ans.
Il évolue actuellement et depuis 1985 au sein du groupe de metal progressif Dream Theater. Il fut également le guitariste de Liquid Tension Experiment, accompagné notamment de Jordan Rudess et Mike Portnoy, respectivement claviériste actuel et ancien batteur de Dream Theater ( de retour dans le groupe en 2024 avec une nouvel album en préparation ) ainsi que du bassiste Tony Levin. Il a aussi participé au G3 (2001, 2005, 2007 et 2018), en compagnie des guitaristes virtuoses Joe Satriani, Steve Vai et Paul Gilbert. John Petrucci est qualifié de « virtuose »,.
Il contribue régulièrement à des articles pour le magazine Guitar World et s'est impliqué dans la transcription pédagogique des albums Images And Words, Awake et Metropolis Part 2: Scenes from a Memory. Il a également réalisé une vidéo pédagogique, Rock Discipline et un livre pédagogique, Wild Stringdom.
Il a composé et enregistré un album solo en 2004, intitulé Suspended Animation, sorti en avril 2005. Le personnel de l'album est composé de Dave LaRue à la basse et de Dave DiCenso, à l'exception de la pièce numéro 3 qui est interprétée par Tony Verderosa, à la batterie. Les tournées G3 furent l'occasion pour lui de présenter ses morceaux au public, avec l'aide de Dave LaRue et de Mike Portnoy à la batterie.
Sur l'album de Dream Theater Awake, John Petrucci expérimente les guitares à sept cordes, afin de rendre le son de l'album plus lourd, plus « heavy ». Il passe également beaucoup de temps à écrire sur son séquenceur quatre pistes.
En octobre 2012, il participe une nouvelle fois à la tournée du G3 en Amérique du Sud avec Joe Satriani et Steve Morse. Il est accompagné du bassiste Dave LaRue et du batteur Mike Mangini.

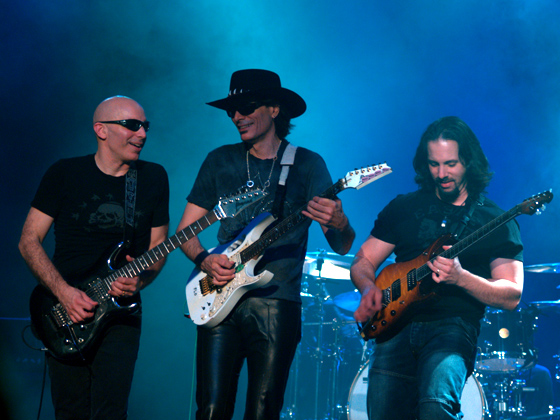
Joe Satriani, Steve Vai et John Petrucci lors d'un concert du G3.

## Vie privée
John Petrucci est marié à Rena Petrucci (née Sands), qui est la guitariste du groupe de heavy metal féminin Meanstreak, aujourd'hui dissout (John Myung et Mike Portnoy sont également mariés à des anciennes musiciennes de ce groupe, à savoir respectivement, Lisa Martens Pace (bassiste) et Marlene Apuzzo (guitariste)). Ils ont 3 enfants, Samantha et Reny (qui sont jumeaux) et une troisième fille, Kiara, née le 14 octobre 1998 (pendant l'enregistrement du second album du Liquid Tension Experiment (When The Water Breaks), qui y fait directement référence, John s'étant absenté lors de la composition du morceau pour assister à la naissance de sa fille). Il est l'oncle de Jake Bowen, guitariste du groupe de métal progressif Periphery. John et sa famille vivent dans la ville de St James, à Long Island, dans l'état de New York.
Il est membre votant de l'académie nationale des arts et des sciences.
Il est également un fervent amateur de culturisme et consacre une grande partie de son temps libre à la musculation.

## Style musical
Ses influences majeures sont : Steve Howe, Randy Rhoads, Steve Vai, Steve Morse, Al Di Meola, Alex Lifeson, Allan Holdsworth et Stevie Ray Vaughan, qu'il cite souvent avec humour comme les « Steves and Als »[réf. nécessaire].

### Technique de guitare
Petrucci est reconnu pour la variété de ses styles et son large éventail technique. L'un de ses styles le plus notable est son « picking » alterné à grande vitesse. Il affirme à ce propos que ce picking requiert un « grand sens de synchronisation entre les deux mains. »[réf. nécessaire] Il utilise fréquemment des guitares à sept cordes, qu'il utilise selon ses dires comme outil d'inspiration, tirant avantage de la portée étendue vers les basses pour composer des riffs très heavy, et pour jouer des runs[Quoi ?] plus étendus lors de ses solos. De plus, Petrucci combine souvent sa technique de shred très rapide et brutale avec un style de solo plus lent et sensible[réf. nécessaire].

### Écriture
Petrucci est le seul membre du groupe Dream Theater à avoir contribué aux paroles de tous les albums. Il a écrit les paroles d'au moins trois chansons de chacun des albums. Parmi elles, entre autres, Metropolis, Pt. 1: The Miracle and the Sleeper, The Spirit Carries On, The Great Debate, In the Presence of Enemies et Through Her Eyes. Il utilise ses expériences personnelles comme inspiration pour l'écriture, ce qui se retrouve particulièrement dans les morceaux The Count of Tuscany, A Nightmare to Remember et Endless Sacrifice.[réf. nécessaire]

### Chant
Petrucci assure les chœurs en live depuis le Awake Tour. C'est un baryton, qui produit donc un son plus profond que le ténor James Labrie. Il joue aussi un rôle dans l'écriture des mélodies vocales pour Dream Theater, comme on peut le voir dans les versions démos de Wither et Spirit Carries On, où il assure les parties vocales.
En live, avant le départ de Mike Portnoy, il chantait uniquement de petites sections de chœurs ou d'harmonies, tandis que Portnoy assurait la majorité des chœurs. Depuis le départ de celui-ci, Petrucci assure en quelque sorte son devoir de chanter dans des morceaux comme The Dark Eternal Night et War Inside My Head, alors que certains chœurs sont sur une piste préenregistrée.

### Matériel
John Petrucci utilisa principalement trois modèles de guitare, dont il possède plusieurs exemplaires :
- la première guitare était une B.C. Rich, utilisée uniquement sur le premier album, When Dream and Day Unite ;
- la seconde est une Ibanez modèle signature John Petrucci, construite selon les spécifications et les choix du guitariste. Elle est déclinée en plusieurs coloris comme la JPM1 qui est utilisée dans la vidéo pédagogique Rock Discipline ;
- peu après l'enregistrement de l'album Metropolis Part 2 : Scenes From A Memory, John Petrucci change de marque et opte pour une signature Ernie Ball Music Man, faite sur mesure. Elle est aussi déclinée en plusieurs décorations souvent monochromes, en six ou sept cordes selon les besoins des morceaux. Certains modèles comportent un micro piezo, qui permet d'obtenir un son folk sur une guitare électrique. Sa seconde version, BFR-1 (Ball Familly Reserve) est lancée début 2007, et se fait entendre sur l'album Systematic Chaos ;
- En 2014 est présenté au NAMM la dernière signature Petrucci chez EBMM appelée « Majesty » qui existe en version 6 ou 7 cordes. Ce modèle comme le précédent possède un micro piezo.

On peut aussi voir :
- une guitare Music Man dotée de deux manches (double neck), dont un dispose de douze cordes, sur le live de Dream Theater au Budokan (Live at Budokan) ainsi que dans leur live célébrant les 20 ans du groupe, à New York (Live Score) ;
- des guitares acoustiques et électro-acoustiques, surtout durant la tournée de Falling into infinity, sur des ballades comme Hollow years ou Anna Lee (il utilise souvent en « live » son système Piezo intégré qui lui permet de changer d'un son acoustique à un son électrique sans changer de guitare).

Pour son amplification sonore, John Petrucci utilise des amplis baffle et préamplis Mesa Boogie. Actuellement[Quand ?], il utilise la tête d'amplification Mark V et comme base d'effets principale, un Fractal Audio Axe FX II.
Par le passé, son panel d'effets était relativement large, avec notamment le caractéristique Eventide DSP7000, un harmoniseur utilisé pour doubler les notes jouées en fonction d'une gamme (par exemple sur le solo final de Stream of Consciousness, sur l'album Train of Thought). On peut noter l'utilisation d'une pédale wah issue du custom shop Dunlop, ainsi que des multi-effets de TC Electronic. En « live », c'était un pedal-board conçu au Danemark muni d'une trentaine de foot-switch contenant la totalité des morceaux à jouer ainsi que les réglages appropriés à ces derniers, évitant de devoir faire les réglages manuellement entre chaque morceaux.
Enfin, John Petrucci utilise quasi exclusivement des médiators Jim Dunlop JAZZ III, qu'il considère parfaits pour son jeu rapide en solo. Une série spéciale « JP » de JAZZ III lui est dédiée. Pour la guitare acoustique, il utilise des médiators Jim Dunlop 0.71.

## Discographie

### En solo
- 2005 : Suspended Animation
- 2020 : Terminal Velocity

### AvecDream Theater
- 1989 : When Dream and Day Unite
- 1992 : Images and Words
- 1994 : Awake
- 1997 : Falling into Infinity
- 1999 : Metropolis Part 2: Scenes from a Memory
- 2002 : Six Degrees of Inner Turbulence
- 2003 : Train of Tought
- 2005 : Octavarium
- 2007 : Systematic Chaos
- 2009 : Black Clouds and Silver Linings
- 2011 : A Dramatic Turn of Events
- 2013 : Dream Theater
- 2016 : The Astonishing
- 2019 : Distance Over Time
- 2021 : A View from the Top of the World
- 2025 : Parasomnia

### AvecLiquid Tension Experiment
- 1998 : Liquid Tension Experiment 1
- 1999 : Liquid Tension Experiment 2
- 2021 : Liquid Tension Experiment 3

### AvecG3
- 2005 : Live in Tokyo

### Autres projets et compilations
- 1996 : Working Man (A tribute to Rush)
- 1997 : Dragon Attack (A tribute to Queen)
- 1998 : Guitar Battle
- 2001 : An Evening With John Petrucci & Jordan Rudess

### En tant qu'invité
- 1996 : Necronomicon (Ditital Pinball soundtrack)
- 1998 : Explorers Club (en) – Age of Impact
- 1998 : Jon Finn Group - Wicked
- 2001 : Jordan Rudess – Feeding the Wheel
- 2006 : Derek Sherinian – Blood of the Snake (sur le morceau Czar Of Steel)
- 2006 : Marty Friedman – Loudspeaker (sur le morceau Black Orchid)
- 2012 : Periphery – Periphery II: This Time It's Personal (sur le morceau Erised)